# Placówka Straży Granicznej II linii „Ciechanów”
Placówka Straży Granicznej II linii „Ciechanów” – jednostka organizacyjna Straży Granicznej pełniąca służbę wywiadowczą na granicy polsko-niemieckiej w okresie międzywojennym.

## Formowanie i zmiany organizacyjne
Rozporządzeniem Prezydenta Rzeczypospolitej Polskiej Ignacego Mościckiego z 22 marca 1928 roku, do ochrony północnej, zachodniej i południowej granicy państwa, a w szczególności do ich ochrony celnej, powoływano z dniem 2 kwietnia 1928 roku  Straż Graniczną.
Rozkazem nr 1 z 12 marca 1928 roku w sprawach organizacji Mazowieckiego Inspektoratu Okręgowego Naczelny Inspektor Straży Celnej gen. bryg. Stefan Pasławski określił strukturę organizacyjną komisariatu SG „Działdowo”. Placówka Straży Granicznej II linii „Ciechanów” w strukturze komisariatu wymieniona jest w dokumencie „Dyslokacja SG na dzień 1 lutego 1930”.
Z dniem 1 lipca 1939 placówka Straży Granicznej II linii „Ciechanów” przeniesiona została do Mazowieckiego Okręgu Straży Granicznej.